# Erste Versuchungen
Erste Versuchungen (orig. Blue Jeans, du beurre aux Allemands) ist ein französischer Film des Regisseurs Hugues Burin des Roziers aus dem Jahr 1977. Er handelt von einem Ferienaufenthalt des 11-jährigen Julien Morin an der englischen Küste. Dort kommt es zu einer romantisch gefärbten Annäherung Juliens zu dem älteren Jean-Pierre.

## Handlung
Der 11-jährige Julien, Kind einer wohlhabenden französischen Familie, verbringt mit anderen Schülern einen Sprachaufenthalt an der englischen Küste in Herne Bay in der Grafschaft Kent. Die Jungen sind allerdings weniger am Lernen interessiert, sondern verbringen ihre Zeit in Spielhallen, wo sie englische Mädchen kennenlernen. Auch Julien unterhält eine Freundschaft zu Janet, mit der er Spaziergänge auf einer Pier unternimmt und ins Kino geht. Bald entdeckt er jedoch, dass sie nicht in ihn, sondern in einen älteren französischen Jungen verliebt ist, Jean-Pierre.
Anstatt eifersüchtig zu sein, schließt sich Julien an das Paar an und wird Jean-Pierres Freund – so sehr, dass sie bald ohne Janet am Strand herumziehen. Nach einigen Tagen überredet Julien den Freund, seine Blue Jeans gegen seine Micky-Maus-Socken zu tauschen. Das Besondere dieser Jeans ist ein Sticker mit einem Pin-up. Zusätzlich schenkt Jean-Pierre dem Jüngeren eine Anstecknadel in Form einer Gitarre, die ihm selbst von Janet geschenkt wurde.
Nun treten die Mitschüler auf den Plan: Sie verdächtigen Julien, schwul zu sein, was ihn ärgert. Auch stellt er fest, dass die Freundschaft zu Jean-Pierre recht einseitig ist, denn die nächste Verabredung lässt dieser platzen. Als er ihn zufällig wiedersieht, liegt er mit Janet im Gras. Ironisch fragt ihn Jean-Piere, ob er schwul sei und er ihn küssen wolle. Julien wird zornig, gibt ihm eine Ohrfeige und rennt weg. Von da an treffen sie sich nicht mehr.
In seiner Not vertraut sich Julien seinem Sprachlehrer, M. Lavigier, an, der die Situation jedoch ausnutzt.
Als Julien wieder nach Hause zurückkehrt, ist er deprimiert, da sein Angebot an Freundschaft immer wieder missbraucht wurde. Und so schenkt er am Ende auch die Gitarren-Anstecknadel, die er von Jean-Pierre bekommen hatte, seiner Mutter zum Geburtstag.

## Hintergrund
Der Alternativtitel Du beurre aux Allemands wird im Film als ständig wiederkehrendes Motiv zitiert. Er stammt von der französischen Redewendung „Il aurait vendu du beurre aux allemands“ (Er hätte Butter an die Deutschen verkauft), die sich auf die deutsche Okkupation Frankreichs im Zweiten Weltkrieg bezieht und eine euphemistische Umschreibung für „sich an den Feind verkaufen (oder prostituieren)“ bedeutet.